# Переяслав
Перея́слав (укр. Перея́слав, в древнерусских источниках Переяславль, Переяславль Южный, Переяславль-Русский:149) — город в Бориспольском районе Киевской области Украины, расположенный у впадении рек Альты и Карань в Трубеж. Один из древнейших городов Киевской Руси, центр Переяславского княжества. Широкую известность город также имеет в связи с состоявшейся здесь в 1654 году при гетмане Богдане Хмельницком Переяславской радой, на которой принародно было принято решение о присоединении Войска Запорожского к Русскому царству. В 1943—2019 годах в память об этом событии город назывался Переяслав-Хмельницкий.

## История
По археологическим данным первое поселение появляется здесь в конце X века. В самых ранних укреплениях Переяславского детинца зафиксированы конструкции из сырцовых кирпичей, что характерно именно для этого времени.
Переяслав (Переяславль, или Переяславль-Русский) впервые упомянут в 907 году в договоре Олега с Византией. Имя города означает «перенял славу». По современным данным основан в 993 году, ранее упоминание не подтверждено. «Повесть временных лет» рассказывает, что князь Владимир Святославич в 992 году основал город у брода через реку Трубеж, где его войско одержало победу над печенегами. Победу принёс кожемяка, который сразил в поединке знаменитого печенежского богатыря и этим «переял его славу». Никоновская летопись XVI века под 1001 (6509) годом утверждает, что кожемяку звали Ян Усмошвец (соратник былинного богатыря Алёши Поповича). Князь Владимир Святославич заложил здесь большую крепость для защиты южных рубежей Руси от степных кочевников.
Иногда летописи сообщают, что c 990-х годов в Переяславле некоторое время была резиденция православных митрополитов (пока в Киеве не был построен заложенный в 1037 году Софийский собор). Так, по свидетельству Никоновской летописи: «живяхо тамо множае митрополиты Киевские и всея Руси, и епископы поставляхо тамо».
Во второй половине XI века город стал столицей Переяславского княжества, которое играло важнейшую роль в защите Руси от печенегов, а позже —от половцев.
Переяславль и Русь упоминаются в новгородской берестяной грамоте № 105, найденной на Неревском раскопе и датируемой 1160—1180 годами: «оже то ѥси казале несъдѣ вѣверичь тихъ дѣлѧ коли то еси приходиле въ роус[ь] съ лазъ(в)къмъ тъгъдъ възѧле оу мене лазъвке переѧслав[ь]лѣ».
С летописным «строением банным» Епископского дворца, упоминаемым под 1089 (1090) годом, отождествляется двухкамерная каменная постройка с инкрустированными мозаикой шиферными полами, кубиками смальты от настенных мозаик, обломками керамических водопроводных труб и полным отсутствием фресковой росписи, исследованная в Переяславле-Хмельницком в 1962 году. Рядом с Епископским дворцом в Переяславском детинце располагался кафедральный Михайловский собор (1090), один из крупнейших на Руси. К детинцу площадью 10 га, делившемуся на княжескую и епископскую часть и содержавшему целый ряд культовых и светских каменных строений, примыкал окольный город площадью 80 га, в котором жила основная часть населения.
В 1239 году Переяславль был разрушен монголо-татарами. В XVI веке в Переяславе возводится Переяславская крепость.
В 1654 году здесь состоялась Переяславская рада, на которой в присутствии царского посла Василия Бутурлина принёс присягу на верность русскому царю Алексею Михайловичу и подписал соглашение, предусматривающее вхождение Войска Запорожского на правах автономии в состав Российского царства. В 1658 и 1659 годах в Переяславе прошли ещё две рады по утверждению гетманов Ивана Выговского и Юрия Хмельницкого, соответственно, а также по определению новых условий нахождения Войска Запорожского под властью царя. В 1661—1662 годах изменивший России Юрий Хмельницкий дважды безуспешно осаждал в Переяславе лояльные царю левобережные силы во главе с Якимом Сомко и гарнизон царских ратников. В 1674 году на очередной раде в Переяславе России присягнуло правобережное казачество. В XVIII веке Переяславская крепость была перестроена и относилась к четырём важнейшим крепостям Гетманщины.
В 1781 году получил статус уездного города.
В 1896 году являлся уездным городом Полтавской губернии с населением 15 582 человек, здесь действовали 44 промышленных и ремесленных заведений (4 кирпичных, 1 пивоваренный, 1 воскосвечной и 1 мыловаренный заводы, две мельницы, 6 маслобоен, 17 кузниц и др.), 4-классная женская прогимназия, две библиотеки, две книжные лавки, типография, фотография, больница и 2 аптеки, регулярно проходили ярмарки и базары.
Во второй половине декабря 1917 года в городе была установлена советская власть, но уже в марте 1918 года он был оккупирован австрийско-немецкими войсками, а в дальнейшем — оказался в зоне боевых действий гражданской войны и власть несколько раз менялась. 15 декабря 1919 года он был занят частями РККА и советская власть была восстановлена.
В ходе Великой Отечественной войны 17 сентября 1941 года был оккупирован наступавшими немецкими войсками, 22 сентября 1943 — освобождён советскими войсками и 12 октября 1943 года — переименован в Переяслав-Хмельницкий.
В 1974 году здесь действовали сыродельный завод, плодоконсервный завод, кирпичный завод, швейная фабрика, фабрика художественных изделий, филиал Киевского производственного обувного объединения, эфиромасличный совхоз-завод, педагогическое училище и три музея.
В 1986 году здесь был открыт филиал Киевского государственного педагогического института им. А. М. Горького (с 1993 года — Переяслав-Хмельницкий государственный педагогический университет имени Григория Сковороды).
В мае 1995 года Кабинет министров Украины утвердил решение о приватизации находившихся в городе АТП-13242 и швейной фабрики, в июле 1995 года было утверждено решение о приватизации эфиромасличного совхоза-завода, городского хлебозавода и райсельхозтехники.
В январе 1997 года началась процедура банкротства швейной фабрики.
В 2017 году городской совет проголосовал за возвращение городу прежнего названия (интересно, что подобное решение местная власть пыталась инициировать в 2000 году, однако тогда инициативу заблокировали представители Компартии Украины).
30 октября 2019 года Верховная Рада переименовала город в Переяслав.
До 2020 года был городом областного подчинения и административным центром упразднённого Переяслав-Хмельницкого района.

## Население
| Динамика численности населения | Динамика численности населения | Динамика численности населения |
| Год                            | Население, тысяч               | Примечание                     |
| ------------------------------ | ------------------------------ | ------------------------------ |
| 1897                           | 14,614                         | перепись 28/I                  |
| 1923                           | 15,39                          | перепись 15/III                |
| 1926                           | 14,975                         | перепись 17/XII                |
| 1939                           | 8,296                          | перепись 17/I                  |
| 1959                           | 14,361                         | перепись 17/I                  |
| 1966                           | 18,5                           | 1/I                            |
| 1970                           | 20,919                         | перепись 15/I                  |
| 1979                           | 26,669                         | перепись 17/I                  |
| 1989                           | 29,483                         | перепись 12/I                  |
| 1992                           | 30,7                           |                                |
| 1998                           | 31,6                           |                                |
| 2001                           | 31,634                         | перепись 5/XII                 |
| 2003                           | 31,217                         |                                |
| 2004                           | 30,659                         |                                |
| 2005                           | 30,258                         |                                |
| 2006                           | 29,836                         |                                |
| 2007                           | 29,363                         |                                |
| 2008                           | 28,948                         |                                |
| 2009                           | 28,518                         |                                |
| 2010                           | 28,28                          |                                |
| 2011                           | 27,995                         |                                |
| 2012                           | 27,923                         |                                |
| 2013                           | 27,945                         |                                |
| 2014                           | 27,864                         |                                |

### Языковой состав
Родной язык населения по данным переписи 2001 года:
| Язык       | Численность, чел. | Доля     |
| ---------- | ----------------- | -------- |
| Украинский | 30 320            | 95,89 %  |
| Русский    | 1 141             | 3,61 %   |
| Другое     | 160               | 0,50 %   |
| Итого      | 31 621            | 100,00 % |

Украинский язык является единственным официальным и основным языком города.
По данным Государственной службы статистики Украины в 2023/24 учебном году все 237 624 учащихся в учреждениях общего среднего образования в Киевской области обучались в украиноязычных классах.

## Транспорт
Находится в 28 км от железнодорожной станции Переяславская на линии Киев — Полтава.

## Достопримечательности
- Национальный историко-этнографический заповедник «Переяслав»

Переяслав объявлен городом-музеем. Всего в городе 27 музеев. Достопримечательности:
- Музей народной архитектуры и быта Средней Надднепрянщины, в котором подробно представлены архитектура и обычаи жителей от глубокой старины до XIX века. Среди прочего там находится коллекция ветряных мельниц XVII—XIX веков.
- Остатки строений X—XI веков.
- Постройки XVI века: Церковь св. Михаила, Вознесенский монастырь.

Музеи Переяслава
- Музей народной архитектуры и быта Средней Надднепрянщины (ул. Летописная, 2);
- Мемориальный музей Г. С. Сковороды (ул. Сковороды, 52);
- Музей Трипольской культуры (ул. Шевченко, 10);
- Мемориальный музей классика еврейской литературы Шолом-Алейхема (ул. Летописная, 2)
- Музей «Заповита» Тараса Шевченко (ул. Шевченко, 8);
- Археологический музей (ул. Шевченко, 17);
- Музей-диорама «Битва за Днепр в районе Переяслава-Хмельницкого осенью 1943 года» (ул. Сковороды, 54);
- Музей кобзарского искусства (ул. Б.Хмельницкого, 20);
- Музей украинской народной одежды Среднего Приднепровья (ул. Новокиевское шоссе, 5);
- Музей архитектуры Переяслава времён Киевской Руси (ул. Московская, 34);
- Мемориальный музей архитектора В. И. Заболотного (ул. Мазепы, 9);
- Музей украинской православной церкви (ул. Летописная, 2);
- Музей истории пчеловодства (ул. Летописная, 2);
- Музей украинского рушника (ул. Летописная, 2);
- Музей истории украинских народных обрядов и традиций (ул. Летописная, 2);
- Музей декоративно-прикладного искусства (ул. Летописная, 2);
- Музей познания мировоззрения и освоения космоса (ул. Летописная, 2);
- Музей М. М. Бенардоса (ул. Летописная, 2);
- Музей хлеба (ул. Летописная, 2);
- Музей сухопутного транспорта (ул. Летописная, 2);
- Музей-почта (ул. Летописная, 2);
- Музей лекарственных растений (ул. Летописная, 2);
- Музей памяти Полесского района (ул. Летописная, 2).
- Музей казацкой славы (ул. Шевченко,10)

## Галерея
|                         |                    |                    |                             |                         |
| Церковь Святого Георгия | Вознесенский собор | Покровская церковь | Музей кобзарского искусства | Переяславский коллегиум |

## Памятники
- Памятник в честь первого летописного упоминания названия «Украина»
- Памятник автору поэмы «Слово о полку Игореве»
- Памятник Тарасу Шевченко возле музея «Заповит»
- Мемориал Второй мировой войны
- Памятник Григорию Сковороде

## Города-побратимы
Городами-побратимами Переяслава являются:
- Мариуполь (Украина)
- Мцхета (Грузия)
- Пайде (Эстония)
- Кочани (Северная Македония)